# Chrám Povýšení vznešeného a životodárného Kříže
Katedrální chrám Povýšení vznešeného a životodárného Kříže je řeckokatolický chrám na bratislavském Ondřejském hřbitově z poloviny 19. století. Ondřejský hřbitov se nachází v městské části Staré Město.
Projekt chrámu vypracoval bratislavský architekt Ignác Feigler ml. Základní kámen stavby byl položen 13. května 1859, posvěcení se konala 14. září 1860 (na svátek Povýšení sv. Kříže). Provedl ji ostřihomský arcibiskup kardinál Ján Scitovský.
Je to jednolodní chrám s neogotickými a neorenesančními prvky.
Chrám původně patřil římskokatolické církvi, avšak později se už používal jen jako sklad květů. Chrám přestal plnit svou funkci, když se na Ondřejském hřbitově přestalo v 60. letech 20. století pohřbívat. Ta ho v roce 1972 zapůjčila a později darovala řeckokatolické církvi. V roce 1972 prošel rekonstrukcí. Obnovený chrám posvětil 29. října 1972 vladyka Vasiľ Hopko. V prosinci 1996 chrám prošel výraznou přestavbou, aby odpovídal potřebám byzantského obřadu. Byla upravena zejména svatyně a postaven ikonostas, ikony namaloval Rastislav Bujna. Na stěnách napravo a nalevo od ikonostasu jsou ikony blažených Pavla Petra Gojdiče a Vasila Hopko, pod kterými jsou relikviáře s jejich ostatky.
Od 30. ledna 2008 je katedrálním chrámem Bratislavské eparchie.